# تينا سفينسون
تينا سفينسون (بالنرويجية البوكمول: Tina Svensson)‏ هي لاعبة كرة قدم نرويجية، ولدت في 16 نوفمبر 1966 في ليفانغر في النرويج. لعبت مع نادي أسكر ‏.

## وصلات خارجية
- تينا سفينسون على موقع الاتحاد الدولي (مؤرشف)  (الإنجليزية)
- تينا سفينسون على موقع اتحاد النرويج (النرويجية)
- تينا سفينسون على موقع قاعدة بيانات كرة القدم.إي يو (الإنجليزية)
- تينا سفينسون على موقع عالم كرة القدم.نت (الإنجليزية)
- تينا سفينسون على موقع SpeedSkatingBase.eu (الإنجليزية)
- تينا سفينسون على موقع SpeedSkatingNews.info (الإنجليزية)
- تينا سفينسون على موقع أوليمبيديا (الإنجليزية)